# 山形県環境技術専門校
山形県環境技術専門校（やまがたけんかんきょうぎじゅつせんもんこう）は、山形県山形市にある基金訓練を実施していた教育訓練施設である。省エネコンサルティングなどを行うNPO法人ビルトグリーンジャパンが運営する。エネルギー管理士の資格取得などを目指す。

## 概要
- 場所 : 山形県山形市飯塚町436-1城西電工ビル2F
- 厚生労働省の緊急人材育成支援事業の一環として、再就職や自ら起業を目指している人の支援を目的に設立。
- 設置訓練科 : 物理・化学・分子生物学科、廃棄物減量学科、再生可能エネルギー学科、省エネビル管理学科、省エネ建築学科、省エネ診断科